# Kaisaniemi (stație de metrou)

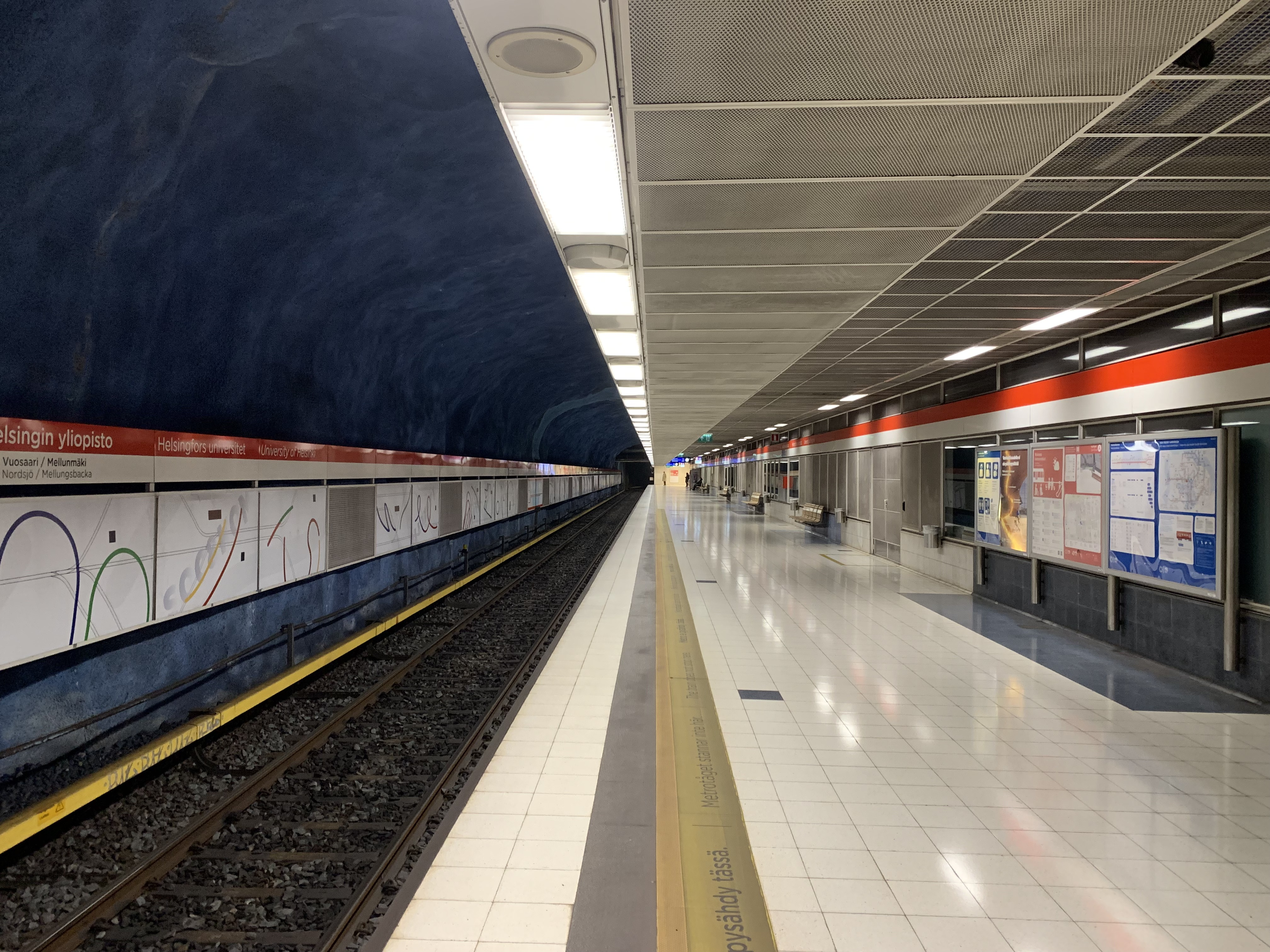

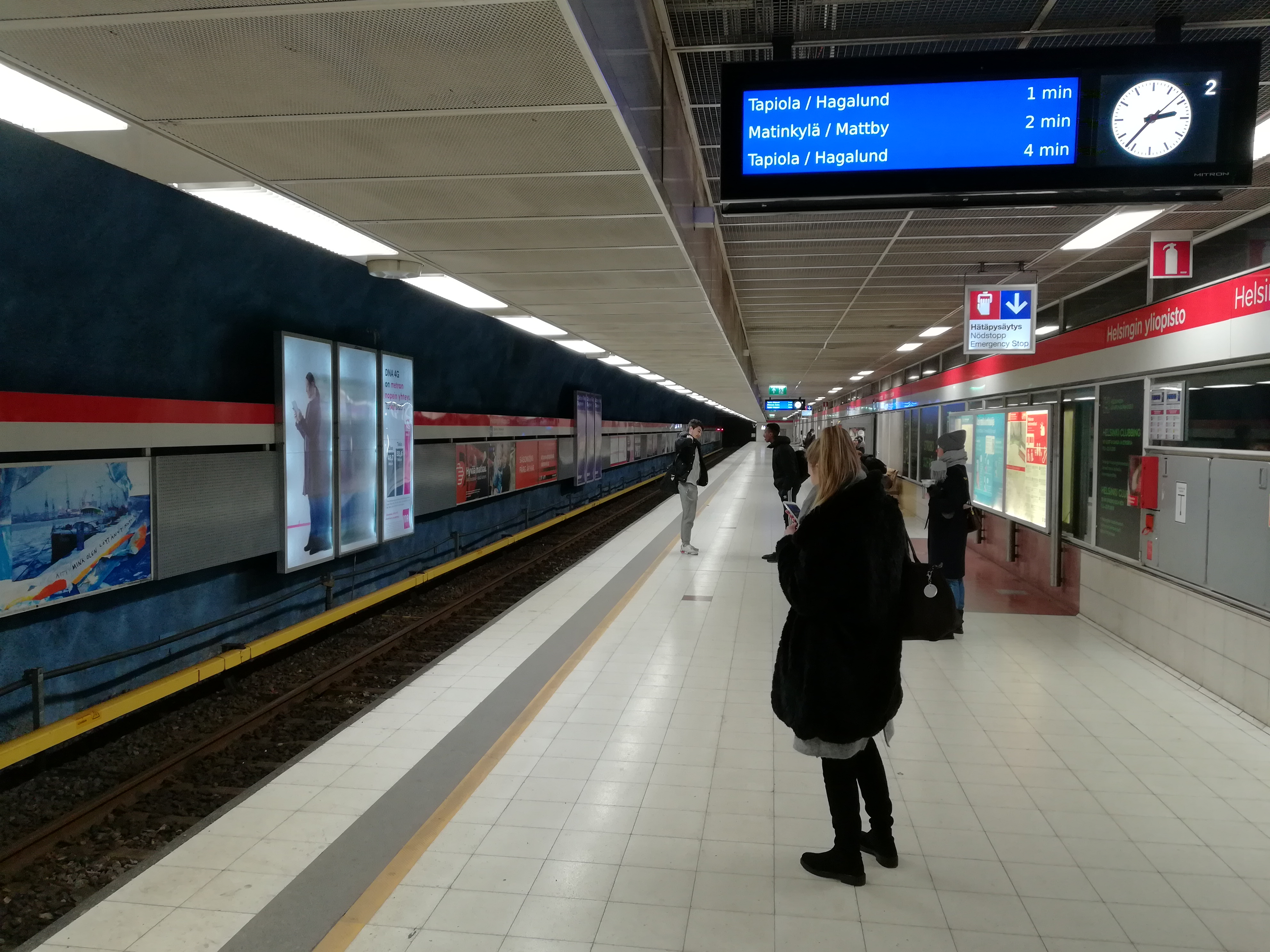

Kaisaniemi (Kajsaniemi în suedeză) este o stație a metroului din Helsinki. Este folosită pentru acces la cartierul Kaisaniemi. Este singura stație de pe rețea ai cărui nume este anunțat numai într-o limbă, fiind că numele finlandez și suedez al stației sunt pronunțate identic.
Stația a fost deschisă pe 1 martie 1995 și a fost planificată de grupul de arhitecți Kontio - Kilpi - Valjento Oy. Este situată la 27 m sub pământ, și la o distanță de 0,597 km de la Rautatientori și 0,916 km de la Hakaniemi.